# 河毛二郎
河毛 二郎（かわけ じろう、1918年8月2日 - 2004年5月24日）は、日本の経営者。王子製紙社長、会長を務めた。

## 経歴
石川県出身。旧制四高を経て1941年に東京帝国大学経済学部を卒業し、同年に王子製紙に入社。
1968年11月に取締役に就任し、1971年11月に常務、1976年6月に専務を経て、1979年6月に副社長に就任し、1982年12月には社長に昇格。1989年6月に会長に就任し、1993年10月に名誉会長を経て、1995年6月から相談役を務めた。
1990年から1995年までに日本経営者団体連盟副会長を務めた
1984年11月に藍綬褒章を受章し、1993年11月に勲一等瑞宝章を受章。
2004年5月24日肺癌のために死去。85歳没。